# So Emotional
So Emotional è una canzone di Whitney Houston, terzo singolo estratto dal suo secondo album Whitney, nel 1987. La canzone è stata scritta da Billy Steinberg e Tom Kelly, che avevano scritto anche il popolare brano di Madonna Like a Virgin.
Il singolo è stato il sesto numero uno consecutivo nella Billboard Hot 100 per la Houston, dove ha ottenuto anche un disco di platino. Il singolo ha venduto 1.7 milioni di copie in tutto il mondo.

## Tracce
1. So Emotional (Edit Remix)
2. For The Love Of You

## Classifiche
| Classifica (1987)                           | Posizione massima |
| ------------------------------------------- | ----------------- |
| Australia                                   | 26                |
| Francia                                     | 21                |
| Regno Unito                                 | 5                 |
| Svezia                                      | 30                |
| U.S. Billboard Hot 100                      | 1                 |
| U.S. Billboard Hot R&B/Hip-Hop Songs        | 5                 |
| U.S. Billboard Hot Adult Contemporary Songs | 8                 |